# Садки (Полтавская область)
Садки (укр. Садки) — село, Каменнопотоковский сельский совет, Кременчугский район, Полтавская область, Украина.
Код КОАТУУ — 5322481703. Население по переписи 2001 года составляло 2939 человек.

## Географическое положение
Село Садки находится на правом берегу реки Днепр, выше по течению примыкает город Кременчуг, ниже по течению примыкает село Каменные Потоки. Через село проходит автомобильная дорога Н-08. Рядом проходит железная дорога, станция Вагонозавод в 1,5 км.

## История
- Садки образованы после 1945 года слиянием поселений: Садки[2][3] (Садковая[4]), Плотниковка[5][6] (Плотницкая[7]) и Михайловка[8] (Деевка[9][10]), Садовое[6] и Садки слились в 1920 когда часть Александрийской губернии была передана в Кременчугскую.

## Экономика
- Фермерское хозяйство «Садки».

## Объекты социальной сферы
- Школа.
- Фельдшерско-акушерский пункт.